# Італійська колоніальна імперія

Італійська імперія в 1940-41,(італійська концесія Тяньцзінь в Китаї не позначена)

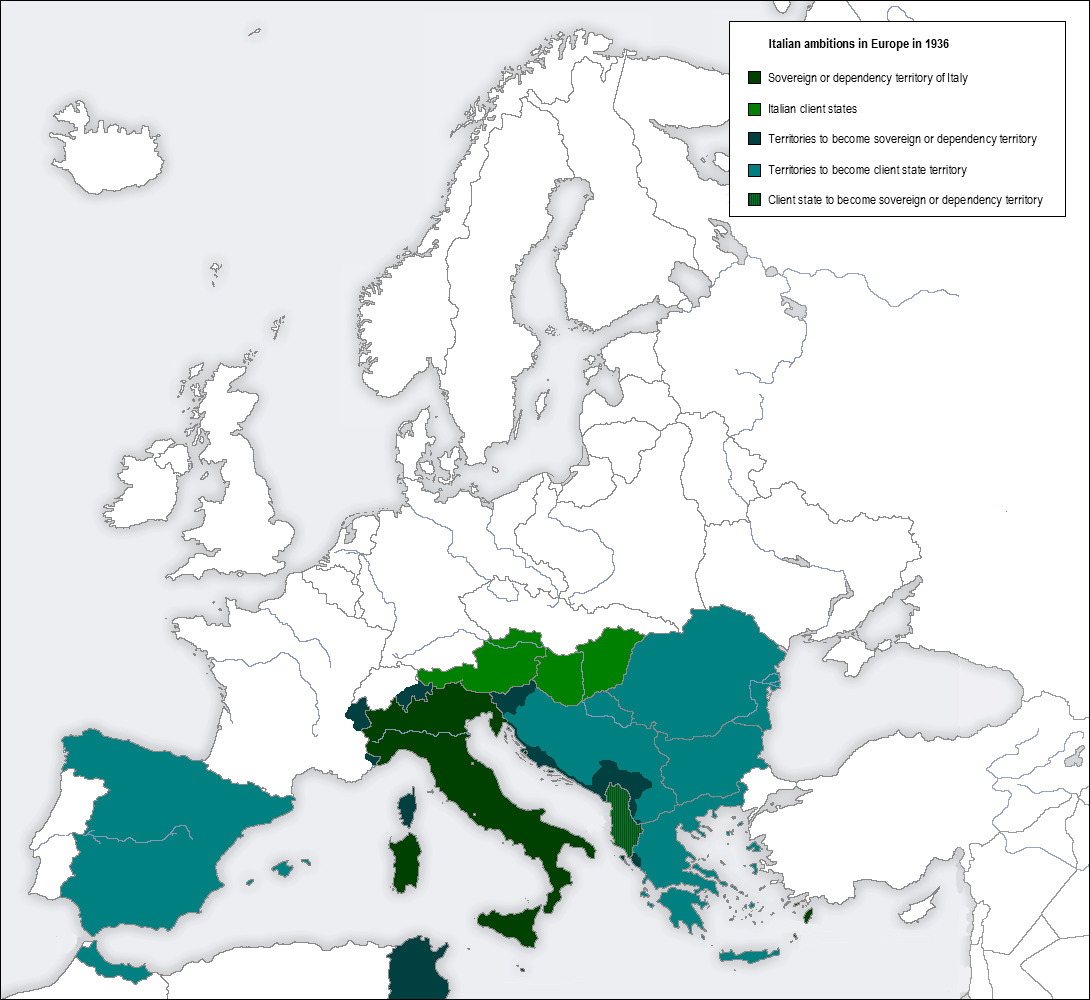
Амбіції фашистської Італії в Європі на 1936 (зеленим позначено Італію, блакитним терен планованих держав-сателітів).

Італійська колоніальна імперія (італ. Impero coloniale italiano), також відома як Італійська імперія (Impero italiano) між 1936 і 1941 — колоніальні володіння Італії в Африці і Середземномор'ї. На відміну від інших європейських держав, Італія ніколи не мала колоніальних володінь в Азії (за винятком концесії у китайському місті Тяньцзінь) або в Америці. Імперія мала найбільше розширення на початку 1940 р.

## Створення та розвиток
Початок Італійської колоніальної імперії покладено передачею Італії порту Массауа в Еритреї у 1886 році (пізніше Італійська Еритрея).
7 вересня 1901 р. Італія отримала концесію у Тяньцзіні від імперії Цін.
Згідно з підсумками Італійсько-турецької війни 1911-1912 років до Італії відійшла Лівія (Італійська Лівія) і Егейські острови (Італійські Егейські острови).
У 1915 році Італія погодилася взяти участь у Першій світовій війні на боці Англії і Франції, після узгодження отримування Італією теренів після війни згідно з Лондонським договором 1915 року. Утім, згідно з Версальським договором Італія отримала набагато менше ніж очікувала. У квітні 1920 р. було вирішено між британськими та італійськими міністрами закордонних справ, що Джубаленд був би файною компенсацію Італії.
У 1922 році лідер італійського фашистського руху, Беніто Муссоліні, став прем'єр-міністром Італії після державного перевороту. У Східній Європі, фашистський режим мав імперські плани до Албанії, Далмації, великої частини Словенії, Хорватії, Боснії і Герцеговини, Македонії та Греції на основі прецеденту попереднього римського панування в цих регіонах. Режим також прагнув встановити патрон-клієнтські відносини з Австрією, Угорщиною, Румунією і Болгарією.
У 1923 році відбувся інцидент Корфу, під час якого італійські війська окупували острів Корфу. Тільки втручання Великої Британії і загроза збройного конфлікту змусили італійців вивести війська.
У 1924 році Джубаленд увійшов до складу Італійського Сомалі.
У жовтні 1935 року Муссоліні розпочав Другу італо-абіссинську війну й італійські війська увійшли до Ефіопії. Імператор Хайле Селассіє втік з ефіопської столиці Аддис-Абеба 2 травня 1936 р., і італійці увійшли в місто 5 травня. Італійці об'єднали Італійську Еритрею, Італійське Сомалі й захоплену Ефіопію в Італійську Східну Африку (Africa Orientale Italiana). Вторгнення було мовчазно схвалено Францією і Великою Британією, які не бажали віддалення Італії, як потенційного союзника в боротьбі проти Нацистської Німеччини. Перемога була оголошена 9 травня 1936 р. і Муссоліні оголосив про створення Італійської імперії. Італійський король Віктора Еммануїл III додав до свого титулу також імператор Ефіопії.
Під час Іспанської громадянської війни Італія відрядила війська на боці фалангістів з метою анексії Балеарських островів і Сеути і створення клієнтської держави в Іспанії.
У 1939 році Італія анексувала Албанію.
Італія вступила до Другої світової війни на боці Третього Рейху з планами збільшення терену Італії. Планувалося захоплення західної частини Югославії, півдня Франції, Корсики, Мальти, Тунісу, частини Алжиру, атлантичного узбережжя Марокко, Французького Сомалі і британських володінь у Єгипті і Судані.
10 червня 1940 Муссоліні оголосив війну Англії та Франції. Обидві країни були в стані війни з Нацистською Німеччиною з вересня 1939 року. Італійські війська увійшли в південну Францію. Але незабаром було підписано перемир'я між Францією і Німеччиною. Як результат італійські війська просунулися не далі, ніж кілька миль у глиб терену Франції, було захоплено лише місто Ментон. Два дні потому, за окремою угодою між Францією і Італією, Франція поступилася Ніццою і частиною Савої.
У жовтні 1940 року Муссоліні наказав розпочати вторгнення до Греції з терену Албанії. Але вторгнення захлинулося, й італійці незабаром були витіснені в Албанію.
У квітні 1941 року Німеччина почала вторгнення в Югославію, а потім напала на Грецію. Італія брала участь в обох військових операціях. Німецькі та італійські війська захопили Югославію приблизно за два тижні і, незважаючи на британську підтримку Греції, війська осі захопили цю країну до кінця квітня. Італійці отримали контроль над частинами Югославії і Греції.
У розпал битви за Англію італійці почали наступ у Єгипті в надії захопити Суецький канал. До 16 вересня 1940 року італійці просунулись на 100 км вглиб Єгипту.  Проте, в грудні британці розпочали операцію «Компас», і до лютого 1941 року вони відрізали і захопили італійську 10-у армію та загнали рештки італійських військ вглиб терену Лівії. Німецька інтервенція запобігла падінню Лівії, об'єднаний наступ військ осі дозволив італійцям знову вдертися на терен британського Єгипту до літа 1942 року, перш ніж зупинитися у Ель-Аламейні. 
Східно-Африканська Кампанія почалася з італійського вторгнення в британські володіння Кенія, Британський Сомаліленд і Судан. Але наприкінці 1941 року англійці контратакували і вдерлися глибоко в Італійську Східну Африку.  5 травня Хайле Селассіє I повернувся до Аддис-Абеби і повернув собі трон. У листопаді було припинено останній організований італійський опір  з падінням Гондару.  Проте, після капітуляції Східної Африки деякі італійці продовжили партизанську війну, яка тривала ще два роки.
У листопаді 1942 р. італійський терен окупованої Франції було розширено через окупацію Корсики, після німецької окупації терену під контролем Вішістського режиму.

## Скасування
З осені 1943 року Італійська імперія швидко пішла до свого скасування.
7 травня капітуляція сил Осі в Тунісі змусили короля Віктора Еммануїла III усунути Муссоліні з посади прем'єр-міністра.
25 липня після засідання Великої фашистської ради Муссоліні було повалено і заарештовано королем. Потім Муссоліні залишився в'язнем короля, але був визволений 12 вересня за наказом Гітлера німецькими парашутистами і призначений керманичем Італійської Соціальної Республіки.
Новий італійський уряд на чолі з королем і фельдмаршалом П'єтро Бадольо залишився у складі осі. Але потай він почав переговори з союзниками. Напередодні американської висадки в Салерно, який розпочав вторгнення союзних військ в Італії, новий італійський уряд таємно підписав перемир'я з союзниками  8 вересня перемир'я було віддано гласності.
В Албанії, Югославії, Егейських островах та інших територіях під владою італійців, німецькі війська успішно атакували їх колишніх італійських союзників, влада Італії була скасована.
У 1947 році Італійська Республіка офіційно втратила всі свої колоніальні володіння за кордоном в результаті Паризького мирного договору з Італією. 
У листопаді 1949 року Італійське Сомалі було передано ООН під контроль Італії (Підопічна територія Сомалі). Вона існувала до 1 липня 1960 року, коли Італійському Сомалі була надана незалежність, разом з Британським Сомалілендом було утворено Республіку Сомалі.